# Grigorij Wejnbaum
Grigorij Spiridonowicz Wejnbaum (ros. Григорий Спиридонович Вейнбаум, ur. 1891 w Reni, zm. 25 października 1918 w Krasnojarsku) – działacz bolszewicki.

## Życiorys
Od 1909 członek SDPRR, od 1909 do kwietnia 1910 studiował na Wydziale Historyczno-Filologicznym Uniwersytetu Petersburskiego, z którego został wydalony, a 14 kwietnia 1910 aresztowany. 10 grudnia 1910 skazany na zesłanie do guberni jenisejskiej, od października 1913 do maja 1914 pracownik biura w kopalni złota w Jenisejsku, 1 maja 1914 aresztowany, został zesłany pod dozór policyjny, 1916-1917 był wyjazdowym instruktorem Minusińskiego Związku Spółdzielni Spożywców. Do kwietnia 1917 był redaktorem gazety "Izwiestia Minusinskogo Sowieta" i gazety "Tawariszcz" w Minusińsku, od kwietnia 1917 członek Krasnojarskiego Rejonowego Biura SDPRR(b), w maju-lipcu 1917 redaktor gazety "Krasnojarski Raboczyj", od lipca 1917 przewodniczący Rady Krasnojarskiej, 1917-1918 przewodniczący Komitetu Wykonawczego Jenisejskiej Rady Gubernialnej, od grudnia 1917 do marca 1918 pełnomocnik Ludowego Komisariatu Spraw Zagranicznych Rosyjskiej Republiki Radzieckiej/RFSRR na Syberii.
18 czerwca 1918 władza bolszewików w Krasnojarsku została obalona, a czołowi miejscowi działacze bolszewiccy, w tym Wejnbaum, zostali ujęci, a następnie rozstrzelani przez białych.